# 臺中市公設質舖倉庫
臺中市公設質舖倉庫為日治時期臺中市公營當舖的倉庫，為台灣目前少數仍保留的日治時期當舖相關建築。臺中市公設質舖於1922年設置於臺中市役所西南側，包含事務所、倉庫和其他附屬建築，並在1932年改建。2014年在進行臺中市役所修復工程時，此建築才意外被發現，並在2017年被指定為臺中市歷史建築。

## 介紹
臺灣總督府在1919年12月公布《公設質舖勅令》，各城市便陸續設置了公營當舖。公設當舖屬於當時的社會事業的一環，對於中下階級的民眾有救濟功能，並且也能對地方財政產生收益。日治時期的臺北市（大和町、新富町、御成町三所）、基隆市、宜蘭市、新竹市、彰化市、臺南市、嘉義市、高雄市、屏東市也都設有公設質舖，由市役所經營。
臺中市公設質舖倉庫設置於1922年4月20日於臺中市役所旁正式開業，並在1932年進行了改建計畫。戰後1947年，此建物歸屬於中國國民黨，並曾做為宿舍使用。1986年黨部遷出後，1989年由臺中市選舉委員會進駐使用，至2008年4月6日遷出，將建物移交臺中市政府秘書處，改由市府主計處使用。於2010年5月又改由環保局稽查大隊使用。由於其外牆在戰後貼附白色磁磚，2014年在進行臺中市役所修復工程時，才意外發現此建築的歷史。臺中市公設質舖倉庫在修復後，與臺中市役所一同由市府委外經營使用。

## 建築特色
此建築外觀為紅磚與水平混凝土飾帶構成的「辰野式」風格建築，且牆面上方的通氣孔以當時的台中市徽作為裝飾。此臺中市徽由鐵道部的中村與松設計，以圓形呈現了「中」字的意象。